# Yamaha TX 750
La Yamaha TX 750 è una motocicletta costruita dalla casa motociclistica giapponese Yamaha dal 1972 al 1975.

## Descrizione
La TX750, che era realizzata su di un telaio a doppia culla tubolare in acciaio, è stata la prima moto stradale Yamaha ad avere i cerchi in alluminio.
In Europa la TX 750 aveva freni a doppio disco da 300 mm all'anteriori con pinza a doppio pistoncino. In Giappone, Stati Uniti e altri mercati la moto aveva un disco singolo. Su tutte le moto il freno posteriore era a tamburo dal diametro di 180 mm.
A differenza della precedente XS 650, il motore della TX750 era un bicilindrico parallelo raffreddato ad aria inclinato in avanti, con distribuzione a singolo albero a camme in testa azionato da catena e due valvole per cilindro. Il motore era tutto in alluminio, con le camicie dei cilindri realizzate in acciaio. Il sistema di aspirazione era alimentato da due carburatori Mikuni Solex da 38 mm. Il propulsore erogava 63 CV (47,0 kW) a 7500 giri/min e una coppia di 7,0 kg⋅m a 6000 giri/min. Il motore aveva uno scarico differente nel mercato tedesco, che riduceva la potenza a 51 CV (38,0 kW) e la coppia a 57,8 Nm.